# نام دنه
نام دنه هي مدينة تقع في دلتا النهر الأحمر بشمال فيتنام وهي عاصمة مقاطعة نام دنه. تبعد حوالي 90 كيلومترا إلى الجنوب الشرقي من هانوي عاصمة فيتنام. في كل عام يقام فيها مهرجان من 18 إلى 20 أغسطس لتكريم الجنرال تران هونج داوو، البطل القومي في القرن الثالث عشر الذي قاد القوات الفيتنامية إلى النصر على الغزاة المغول.

## المناخ
| البيانات المناخية لـنام دنه                                   | البيانات المناخية لـنام دنه | البيانات المناخية لـنام دنه | البيانات المناخية لـنام دنه | البيانات المناخية لـنام دنه | البيانات المناخية لـنام دنه | البيانات المناخية لـنام دنه | البيانات المناخية لـنام دنه | البيانات المناخية لـنام دنه | البيانات المناخية لـنام دنه | البيانات المناخية لـنام دنه | البيانات المناخية لـنام دنه | البيانات المناخية لـنام دنه | البيانات المناخية لـنام دنه |
| الشهر                                                         | يناير                       | فبراير                      | مارس                        | أبريل                       | مايو                        | يونيو                       | يوليو                       | أغسطس                       | سبتمبر                      | أكتوبر                      | نوفمبر                      | ديسمبر                      | المعدل السنوي               |
| ------------------------------------------------------------- | --------------------------- | --------------------------- | --------------------------- | --------------------------- | --------------------------- | --------------------------- | --------------------------- | --------------------------- | --------------------------- | --------------------------- | --------------------------- | --------------------------- | --------------------------- |
| الدرجة القصوى °م (°ف)                                         | 32.3 (90.1)                 | 35.2 (95.4)                 | 36.7 (98.1)                 | 38.3 (100.9)                | 39.7 (103.5)                | 40.2 (104.4)                | 39.4 (102.9)                | 37.6 (99.7)                 | 36.5 (97.7)                 | 34.8 (94.6)                 | 34.0 (93.2)                 | 31.3 (88.3)                 | 40.2 (104.4)                |
| متوسط درجة الحرارة الكبرى °م (°ف)                             | 19.6 (67.3)                 | 19.7 (67.5)                 | 22.3 (72.1)                 | 26.6 (79.9)                 | 31.0 (87.8)                 | 32.6 (90.7)                 | 32.9 (91.2)                 | 31.8 (89.2)                 | 30.5 (86.9)                 | 28.2 (82.8)                 | 25.0 (77.0)                 | 21.8 (71.2)                 | 26.8 (80.2)                 |
| المتوسط اليومي °م (°ف)                                        | 16.4 (61.5)                 | 17.0 (62.6)                 | 19.6 (67.3)                 | 23.5 (74.3)                 | 27.2 (81.0)                 | 28.8 (83.8)                 | 29.3 (84.7)                 | 28.6 (83.5)                 | 27.3 (81.1)                 | 24.7 (76.5)                 | 21.4 (70.5)                 | 18.1 (64.6)                 | 23.5 (74.3)                 |
| متوسط درجة الحرارة الصغرى °م (°ف)                             | 14.4 (57.9)                 | 15.3 (59.5)                 | 17.9 (64.2)                 | 21.5 (70.7)                 | 24.6 (76.3)                 | 26.2 (79.2)                 | 26.7 (80.1)                 | 26.1 (79.0)                 | 25.0 (77.0)                 | 22.2 (72.0)                 | 18.8 (65.8)                 | 15.6 (60.1)                 | 21.2 (70.2)                 |
| أدنى درجة حرارة °م (°ف)                                       | 3.0 (37.4)                  | 5.3 (41.5)                  | 6.4 (43.5)                  | 12.3 (54.1)                 | 17.2 (63.0)                 | 19.2 (66.6)                 | 21.3 (70.3)                 | 22.3 (72.1)                 | 16.7 (62.1)                 | 13.3 (55.9)                 | 6.7 (44.1)                  | 5.1 (41.2)                  | 3.0 (37.4)                  |
| الهطول مم (إنش)                                               | 24 (0.9)                    | 29 (1.1)                    | 49 (1.9)                    | 93 (3.7)                    | 177 (7.0)                   | 206 (8.1)                   | 230 (9.1)                   | 296 (11.7)                  | 323 (12.7)                  | 226 (8.9)                   | 62 (2.4)                    | 28 (1.1)                    | 1٬743 (68.6)                |
| متوسط أيام هطول الأمطار                                       | 9.3                         | 13.1                        | 16.3                        | 13.4                        | 12.1                        | 12.9                        | 12.4                        | 15.4                        | 14.5                        | 11.9                        | 7.1                         | 5.6                         | 143.9                       |
| متوسط الرطوبة النسبية (%)                                     | 85.2                        | 88.1                        | 90.3                        | 89.4                        | 85.1                        | 83.2                        | 81.9                        | 85.4                        | 85.6                        | 83.8                        | 82.3                        | 82.5                        | 85.2                        |
| ساعات سطوع الشمس الشهرية                                      | 74                          | 42                          | 44                          | 94                          | 191                         | 183                         | 209                         | 175                         | 175                         | 169                         | 139                         | 124                         | 1٬619                       |
| المصدر: Vietnam Institute for Building Science and Technology |                             |                             |                             |                             |                             |                             |                             |                             |                             |                             |                             |                             |                             |